# Klaus Behrens
Klaus Behrens (n. 3 august 1941, Ratzeburg, Statul Liber Prusia⁠(d), Germania – d. 19 septembrie 2022, Frankfurt am Main, Germania) a fost un canotor german, medaliat olimpic. A participat la o ediție a Jocurilor Olimpice (1964) în care a câștigat o medalie de argint.

## Participări
Lista de mai jos prezintă principalele competiții la care a participat Klaus Behrens de-a lungul carierei.
- rowing at the 1964 Summer Olympics – men's eight[*][4]